# Miss Brasil 1964
Miss Brasil 1964 foi a décima edição do concurso Miss Brasil, realizada no dia 4 de julho de 1964 no Ginásio do Maracanãzinho no Rio de Janeiro. A Miss Brasil 1963 e Miss Universo 1963 Iêda Maria Vargas do Rio Grande do Sul coroou Ângela Teresa Reis Vasconcelos do Paraná. A vencedora representou o Brasil no Miss Universo 1964. A segunda colocada representou o Brasil no Miss Internacional 1964. A terceira colocada representou o Brasil no Miss Mundo 1964. O concurso foi transmitido pela TV Tupi.

## Resultados
| Colocação               | Candidata |
| Miss Brasil 1964        | - Paraná - Ângela Vasconcelos |
| 2º. Lugar               | - Guanabara - Vera Lúcia Couto |
| 3º. Lugar               | - Sergipe - Maria Isabel de Avelar |
| 4º. Lugar               | - Pernambuco - Ana Maria Caldas |
| 5º. Lugar               | - Rio Grande do Norte - Neli Cavalcanti |
| Semifinalistas (TOP 09) | - Ceará - Ana Maria Carvalhedo - Minas Gerais - Marília Dirceu da Silva - Rio de Janeiro - Cecília Rangel Martins - Rio Grande do Sul - Rosa Maria Gallas |

### Premiações Especiais
- Houve, novamente, as três premiações especiais:

| Premiação           | Candidata                           |
| Miss Simpatia       | - Amazonas - Telma Lobo de Carvalho |
| Miss Fotogenia      | - Sergipe - Maria Isabel de Avelar  |
| Melhor Traje Típico | - Sergipe - Maria Isabel de Avelar  |

## Candidatas
| Miss Brasil 1964 |                     |                              |
| Numeração        | Estado              | Candidata                    |
| 01               | Acre                | Laura Aranha                 |
| 02               | Alagoas             | Teresinha Granja             |
| 03               | Amazonas            | Telma Carvalho               |
| 04               | Bahia               | Elvira Falcão                |
| 05               | Ceará               | Ana Carvalhedo               |
| 06               | Distrito Federal    | Marli Igliori                |
| 07               | Espírito Santo      | Justina Primo                |
| 08               | Goiás               | Eny Camilo Machado           |
| 09               | Guanabara           | Vera Lúcia Couto             |
| 10               | Maranhão            | Tereza Boblitz               |
| 11               | Mato Grosso         | Kátia Escudero               |
| 12               | Minas Gerais        | Marília Dirceu Silva         |
| 13               | Pará                | Maria Esther Bentes          |
| 14               | Paraíba             | Rosalma Andrade              |
| 15               | Paraná              | Ângela Vasconcelos           |
| 16               | Pernambuco          | Ana Maria Costa Caldas       |
| 17               | Piauí               | Maricildes Ferreira da Costa |
| 18               | Rio de Janeiro      | Cecília Rangel Martins Rocha |
| 19               | Rio Grande do Norte | Neli Cavalcanti Padilha      |
| 20               | Rio Grande do Sul   | Rosa Maria Gallas            |
| 21               | Rondônia            | Regina de Almeida            |
| 22               | Santa Catarina      | Salete Maria Chiarad         |
| 23               | São Paulo           | Cecília Alves Ferreira       |
| 24               | Sergipe             | Maria Isabel de Avelar       |

## Desempenhos Internacionais

### Miss Universo
Após a grande vitória de Iêda Maria Vargas no Miss Universo 1963, Ângela Teresa Reis Vasconcelos, a primeira Miss Paraná a obter o título de Miss Brasil quase conseguiu permanecer entre as finalistas, mas figurou apenas entre as semifinalistas do Miss Universo 1964. Ângela era natural do Rio de Janeiro, mas o título é oficialmente do Paraná.

### Miss Mundo
Após três vitórias consecutivas da Guanabara, o título de Miss Mundo Brasil volta para o nordeste, dessa vez a Miss Sergipe Maria Isabel de Avelar Elias, terceira colocada no Miss Brasil foi coroada Miss Brasil Mundo 1964. No Miss Mundo teve sorte e ficou em com a quarta colocação. Maria Isabel é mineira da cidade de Alfenas. Seu pai era funcionário do Banco do Brasil e estava servindo em Sergipe. 

### Miss Internacional
Vera Lúcia Couto dos Santos foi a nossa representante no Miss Internacional 1964. Vera era considerada, por muitos, a mulata mais bela dos tempos, tanto é que uma música foi feita para ela depois de sua volta ao Brasil ("Mulata Bossa Nova", composição de Emilinha Borba). No Miss Internacional 1964 fez bonito e ficou em terceiro lugar. 